# Testudinaria rosea
Testudinaria rosea är en spindelart som först beskrevs av Cândido Firmino de Mello-Leitão 1945.  
Testudinaria rosea ingår i släktet Testudinaria och familjen hjulspindlar. Inga underarter finns listade i Catalogue of Life.